# Маркелл (Попель)
Єпископ Маркелл (в миру Маркелл Онуфрійович Попель; 31 грудня 1825, Галич, нині Івано-Франківська область — 29 вересня 1903, Санкт-Петербург) — галицький москвофіл, греко-католицький священник, політемігрант до Російської імперії. Згодом єпископ Російської православної церкви (безпатріаршої), єпископ Полоцький і Вітебський РПЦ (б), один із діяльних ліквідаторів Холмської греко-католицької єпархії.

## Життєпис

### Сім'я та освіта
Народився 31 грудня 1825 року в м. Галич (тоді Австрійська імперія, нині Івано-Франківська область, Україна) у шляхетській греко-католицькій родині. Дружина — Климента Федорівна, уроджена Єловецька, померла в 1864 році. У сім'ї було двоє синів.
Закінчив чотирикласну німецькомовну школу в Галичі, здобув середню освіту в класичних гімназіях у Станиславові та Бучачі. Після закінчення гімназійного курсу поступив в університет. Закінчив філософський факультет у Чернівцях, отримав богословську освіту у Львові та Відні.

### Греко-католицький священник
З 1849 року — вчитель педагогічних курсів у Львові. З 20 грудня 1850 року — священик парафіяльного греко-католицького храму Львівської архієпископії в Бучачі. У 1851–1859 рр. — катехит німецькомовної гімназії в Тернополі (зокрема, згаданий у звіті за 1857 рік).
У перші роки праці він не виявляв москвофільських симпатій; відомо, що  своїх учнів вчив співати релігійні пісні німецькою чи латинською мовами). Проте найпізніше у 1854 р. він докорінно змінив свої погляди – відтоді належав до групи молодших учителів, які за згодою Якова Головацького, поширювали серед учнів русофільські видання. Потім три роки (із 1859 року) працював учителем російської мови в академічній гімназії у Львові, а протягом 1862–1866 рр. був катехитом (законовчителем) у німецькій гімназії в тому ж місті..
У молодості займався літературою, автор трагедії «Немира», опублікованої в першій руській (українській) газеті в Австрії «Зоря галицька», і дослідження про співака Бояна (персонажа «Слова о полку Ігоревім»), надрукованого у віденській газеті «Вісник». Також написав ряд богословських праць, що здобули широку популярність — в них містився захист східного богослужбового обряду. Серед його праць: «Моральне богослов'я» (1857), «Літургіка» (1862 і 1863), «Сто образків» (сто прикладів з природи для читання юнацтва) (1865). У 1865–1866 роках видавав у Львові народну релігійно-моральну газету «Тиждень».

### Діяльність у Російські імперії
Наприкінці 1866 року він разом із синами, на запрошення Урядової комісії народної освіти в Польщі переселився до Росії, де його добре знали як священника, який симпатизував православ'ю. Його приїзд на Холмщину був пов'язаний із запланованим російською владою розпуском Холмської уніатської єпархії. На думку російської адміністрації, ліквідації останньої уніатської єпархії в імперії мало передувати усунення латинських елементів з обряду (сильно в ньому вкорінених), який використовувався в єпархії, що мало тоді сприяти повній русифікації українського населення Холмщини. Цю діяльність мало здійснювати уніатське духовенство русофільських поглядів, яке рекрутувалося з числа учасників обрядового руху в Галичині.
У тому ж 1866 році був звільнений холмський греко-католицький єпископ Калинський і духовна консисторія взяла курс на вилучення з богослужіння латинських елементів та перехід в проповідях із польської на російську мову. Активним провідником цієї політики, що означала поступову підготовку до відмови від унії, й став о. Маркелл Попель.
З січня 1867 — законовчитель Холмської гімназії та викладач літургіки і морального богослов'я в Холмській греко-католицькій духовній семінарії. Восени того ж року відвідав парафії на Підляшші, які відмовилися виконувати розпорядження консисторії, і переконував їх у тому, що мова йде не про нововведення, а про відновлення старих обрядів і звичаїв.
З 1868 — старший протоієрей при Холмському кафедральному соборі і референт Холмської греко-католицької духовної консисторії. Прийняв російське підданство. Після призначення новим холмським єпископом нерішучого Михайла Куземського чинив значний вплив на управління єпархією, став єпархіальним екзаменатором з церковної історії та церковного права для священиків, що піддавалися випробуванню з богословських предметів для отримання місця настоятеля парафії, а також головою комітету з відновлення Холмських єпархіальних установ.

### Адміністратор греко-католицької Холмської єпархії
З 16 березня 1871 року, після звільнення Куземського, о. Маркелл був призначений адміністратором Холмської єпархії. 2 жовтня 1873 року видав розпорядження про повсюдне відновлення православного обряду, який був прийнятий 240 парафіями на Підляшші з 266. Решта парафії відмовилися підкоритися адміністратору і були підтримані Папою Пієм IX, який видав 23 травня 1874 року буллу, в якій назвав протоієрея Попеля «хибним церковним правителем, не гідним церковного сану» і звинуватив його у введенні в єпархії схизматичної (православної) літургії і в тому, щоб він спонукав греко-католиків не підкорятися папській владі. Однак о. Маркелл продовжив свій курс на включення греко-католиків до складу православної церкви.
18 лютого 1875 року за ініціативою протоієрея Маркела Попеля духовенство консисторії і Холмського кафедрального собору постановило скласти акт про приєднання Холмської греко-католицької єпархії до синодальної церкви Російської імперії. Після того, як акт був переданий в Святійший Синод, той 23 квітня 1875 постановив приєднати Холмську греко-католицьку єпархію до Варшавської і, утворивши з них одну православну єпархію, назвати її Холмсько-Варшавською (в пам'ять про православну Холмську єпархію, засновану на початку XIII століття). При цьому управління колишніми греко-католицькими парафіями було доручено вікарному єпископу Люблінському, яким, після прийняття православ'я, призначався о. Маркелл.
23 травня 1875 року, в день пам'яті святих Кирила і Мефодія, рівно через рік після видання папської булли, греко-католицькі парафії Холмської єпархії були приєднані до православ'я.

### Православний архієрей
З 8 липня 1875 — єпископ Люблінський, вікарій Холмсько-Варшавської єпархії. Його головним завданням у цей час було утвердження своєї пастви в православ'ї.
З 9 грудня 1878 — єпископ Подільський і Брацлавський. Заохочував проповідницьку діяльність підвідомчих йому священиків (сам багато проповідував і опублікував близько 60 своїх слів, промов і бесід у «Подільських єпархіальних відомостях»), відкриття церковно-парафіяльних шкіл і створення з їх учнів співочих хорів. Вважав церковний спів хорошим способом виховання у пастви релігійно-морального почуття.
З 6 березня 1882 — єпископ Полоцький і Вітебський. За час управління цією єпархією відкрив 172 церковно-приходські школи, активно створював хори півчих, стимулював введення загального хорового церковного співу. У кожній церкві єпископом було наказано вести богослужбовий журнал, в який записувались теми для проповідей, потім перевірялися єпархіальним архієреєм. У 1887 заснував у Вітебську братство в ім'я святого рівноапостольного князя Володимира для релігійно-морального виховання народу в дусі православної церкви. У перший же рік до складу братства вступили до п'ятисот чоловік.
25 лютого 1889 року був призначений учасником Святійшого Синоду, із звільненням від управління Полоцькою єпархією. Цей пост займав впродовж майже 12 років.
Помер в Санкт-Петербурзі. Був похований у Ісидорівській церкві Олександро-Невської лаври, у 1932 році його останки були перенесені на Нікольське кладовище.